# The Proposal
The Proposal, titulada La proposición en España y La propuesta en Hispanoamérica, es una comedia romántica estadounidense de 2009 que tiene su comienzo en la ciudad de Nueva York y el resto del filme tiene lugar en Sitka, Alaska. Dirigida por Anne Fletcher, escrita por Pete Chiarelli y protagonizada por Sandra Bullock y Ryan Reynolds, con Betty White, Mary Steenburgen y Craig T. Nelson interpretando personajes secundarios. La película fue producida por Mandeville Pictures y estrenada el 19 de junio de 2009 en Norteamérica por Touchstone Pictures. El argumento se centra en una inmigrante canadiense llamada Margaret Tate, la cual es avisada de su deportación debido al vencimiento de su visado. Decidida a mantener su puesto de ejecutiva, Tate convence a su ayudante, Andrew Paxton, para que actúe temporalmente como su prometido hasta que ella pueda resolver sus problemas legales.
El proyecto empezó en 2005 cuando Chiarelli escribió el guion. La filmación tuvo lugar durante dos meses, de marzo a mayo de 2008. La cinta recibió comentarios mixtos por parte de los críticos, a los cuales no les gustó el guion, aunque las interpretaciones y la química entre Sandra Bullock y Ryan Reynolds fueron bien recibidas. Fue un éxito de taquilla, recaudando más de $317 millones de USD en todo el mundo, convirtiéndose en la comedia romántica más exitosa de 2009.

## Argumento
Margaret Tate (Sandra Bullock) es una poderosa editora manipuladora, déspota y prepotente con sus subordinados, que repentinamente se enfrenta a ser deportada a Canadá, su país de origen, tras habérsele acabado la visa y no haberlo renovado pese a la insistencia de su abogado. Para evitarlo, la astuta ejecutiva declara que está comprometida con su asistente Andrew Paxton (Ryan Reynolds), al que lleva torturando durante años. 
Andrew acepta participar en la farsa pero con algunas condiciones. Cuando Margaret las acepta es entonces que la "pareja" se dirige a Sitka, Alaska, para conocer a la peculiar familia de él, la abuela (Betty White), su madre (Mary Steenburgen) y su padre (Craig T. Nelson). La ejecutiva de ciudad, acostumbrada a tener todo bajo control, se encuentra inmersa en situaciones desacostumbradas que escapan a su lógica y hábitos cotidianos.
Con planes de boda en camino y el agente de inmigración tras sus pasos, Mr. Gilberston (Denis O'Hare), Margaret y Andrew se comprometen a seguir con el plan previsto pese a las consecuencias, pero finalmente ¿se sentirán atraídos el uno por el otro o sólo quieren llevar a cabo el plan para evitar que deporten a su jefa?
Por último, después de una ingeniosa maniobra propuesta por la abuela de Andrew, al fingir un infarto y hacer que éste se dirigiese al aeropuerto para detener a Margaret, la cual se había negado a casarse por el bien de Andrew , hace que sea imposible y que ella ya se embarque a Nueva York, donde iba a ser deportada después de pasadas las 24 horas, Andrew, va a Nueva York al ver que su intento de acogerla en Alaska fracasó entonces delante de todos sus compañeros de oficina le propone matrimonio, a lo que por último, ella accede y así contrae la nacionalidad estadounidense, pero a diferencia del plan anterior, éste, sí va a ser un casamiento genuino y sin conveniencias.

## Reparto
- Sandra Bullock como Margaret Tate, redactora jefe de Colden Books en Nueva York.
- Ryan Reynolds como Andrew Paxton, asistente de Margaret que desea ser ascendido a editor y ver su manuscrito publicado.
- Mary Steenburgen como Grace Paxton, la madre de Andrew.
- Craig T. Nelson como Joe Paxton, el padre de Andrew el dueño del negocio familiar que domina íntegramente la ciudad de Sitka.
- Betty White como la abuela Annie Paxton, la abuela de Andrew y la madre de Joe.
- Denis O'Hare como Sr. Gilbertson, el agente de inmigración que estudia el caso de Margaret.
- Óscar Núñez como Ramón, residente de Sitka que tiene varios empleos, incluyendo los de camarero, estríper masculino, dependiente y cura.
- Malin Åkerman como Gertrude, la exnovia de Andrew.
- Aasif Mandvi como Bob Spaulding.

## Producción

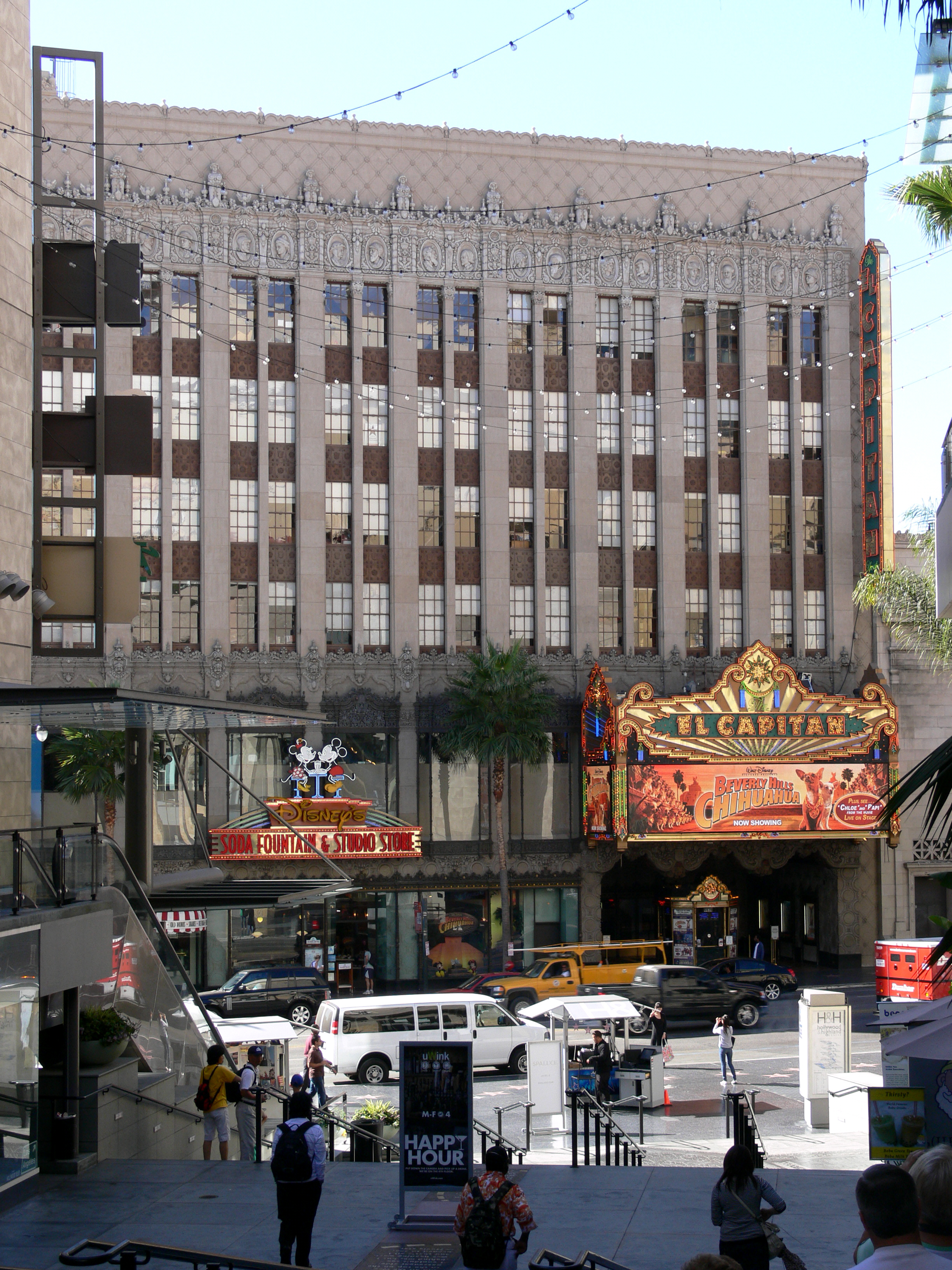
La premier de The Proposal tuvo lugar en El Capitán, en Hollywood, California.

Pete Chiarelli escribió el guion del film en 2005. En mayo de 2007 se anunció que Sandra Bullock interpretaría el personaje principal. Julia Roberts fue la opción inicial de los productores, pero más tarde declinó la oferta. Cerca de dos meses después se informó de que las negociaciones con Ryan Reynolds habían finalizado para protagonizar la película al lado de Bullock. En enero de 2008 Touchstone Pictures contrató a Anne Fletcher para dirigir la película. La premier tuvo lugar el 1 de junio de 2009 en El Capitán Theatre en Hollywood, California.
El rodaje se inició en abril de 2008 en Rockport, Massachusetts. Durante la filmación algunas áreas de la ciudad fueron remodeladas para tratar de representar Sitka, Alaska, donde transcurre la mayor parte de la historia. La fotografía empezó oficialmente el 9 de abril en Bearskin Neck, donde continuó por un periodo de 24 horas. Continuó en el edificio Motif Number One en Bradley Wharf (14-16 abril), el edificio Haskings (15-18 de abril) y el distrito central de Rockport, el 17 de abril. El rodaje se relocalizó en Manchester-by-the-Sea, Massachusetts, el 22 de abril durante aproximadamente dos semanas. Las autoridades de la ciudad acomodaron a los productores alquilándoles todos los aparcamientos de la ciudad. El rodaje de The Proposal fue retrasado brevemente después de que Sandra Bullock y su marido se vieran involucrados en un accidente de tráfico. La escena de la boda fue rodada en una casa Victoriana del siglo XX durante tres semanas. En una entrevista con The New York Times los dueños de la casa declararon que Nelson Coates llamó a su puerta pidiendo documentación. Inicialmente los propietarios llevaron al productor a otras casas de la zona, aunque finalmente Coates visitó la casa. La producción tuvo lugar en la primera planta de la casa. Fuera del área de Cape Ann, la filmación tuvo lugar en Boston, Massachusetts, en el edificio State Street Bank y en el Lower Manhattan en Nueva York. The Proposal contiene 350 tomas con efectos especiales y algunas partes fueron editadas por ordenador. La banda sonora de The Proposal fue compuesta por Aaron Zigman, que grabó con el Hollywood Studio Symphony en el Sony Scoring Stage. 
Como parte de una intensiva campaña publicitaria Reynolds habló sobre participar en una escena de desnudo. La escena fue filmada durante tres días y necesitó de doce tomas para llevarla a cabo. Afirmando que inicialmente estaba nerviosa Bullock dijo en una entrevista con Sky News que "cuando todo el mundo actúa como si fuera un día normal, eso te ayuda a relajarte". Aunque ella reveló que los productores les habían dado cinco hojas para cubrirse estas se caían constantemente. Añadió "tu podías ver literalmente todo". Sentimientos similares fueron expresados por Reynolds, quien en una entrevista con People, dijo que "filmar una escena en la que estás completamente desnudo y que lleve un par de días rodarla puede ser un poco raro". Él continuó: "afortunadamente estás allí durante tanto tiempo, y haciendo lo mismo durante tanto tiempo que te olvidas de lo raro que es y empiezas a hablar de cosas mundanas, conversaciones normales, la única diferencia es que no llevas pantalones".

## Estreno y recepción

### Taquilla
The Proposal fue estrenada en Estados Unidos el 19 de junio de 2009. Durante el primer día de estreno acumuló un estimado de $12.7 millones de USD en 3.056 salas, convirtiéndose en la película más taquillera del día. Después acumuló $33.6 millones durante su primer fin de semana en exhibición, por encima de Year One y The Hangover. En una encuesta realizada por Disney a la salida de los cines, el 63 % de la audiencia fue femenina, el 78 % era mayor de dieciocho años y el 71 % eran parejas. En el momento de su estreno fue el mayor éxito durante el primer fin de semana en la carrera de Sandra Bullock, casi doblando su anterior récord, conseguido con Premonition. Finalmente acumuló más de $163 millones de USD en Estados Unidos y Canadá.
El funcionamiento en taquilla mostró similares cifras en los mercados internacionales. Se estrenó en Australia el 18 de junio de 2009 obteniendo $2.8 millones durante su primer fin de semana. En Rusia acumuló 2.6 millones durante el primer fin de semana, representando el 34 % del total acumulado en dicho país. En Sudáfrica debutó en segunda posición, por detrás Ice Age: Dawn of the Dinosaurs. Hasta octubre de 2011 acumuló $2.6 millones. En el Reino Unido el estimado del primer fin de semana estuvo en £3.2 de libras. Acumuló más de $317 millones en todo el mundo, siendo las ganancias internacionales de $153 millones. Es el vigésimo film más taquillero de 2009.
Home Media
The Proposal fue estrenado por Touchstone Home Entertainment en DVD y Blu-ray el 13 de octubre de 2009. Vendió más de 2.4 millones de copias durante su primera semana, que supone unos $33.9 millones de USD adicionales a lo conseguido en las taquillas. En su segunda semana las ventas descendieron un 70 % quedándose en el segundo puesto de ventas de la semana. Hasta julio de 2013, The Proposal vendió más de 5.6 millones de copias, ganando más de $90 millones en ventas.

### Respuesta crítica
The Proposal recibió críticas mixtas. El filme tiene un 43 % de comentarios positivos en Rotten Tomatoes basado en 180 críticas, con una media de 5.3/10, llegando al siguiente consenso: "Sandra Bullock y Ryan Reynolds exhiben una química plena, pero The Proposal se rinde demasiado a la fórmula". Metacritic, que realiza una media ponderada, asignó al film un 48 % sobre 100, basado en 30 críticas. 
Roger Ebert del Chicago Sun-Times le dio tres estrellas de cuatro a pesar de quejarse de que "la película recicla un argumento que ya había sido utilizado por Tracy y Hepburn". Peter Travers de Rolling Stone fue muy severo con el filme, calificándolo de insípido. "Anne Fletcer dirige el guion de Pete Chiarelli como un fabricante de plástico duro, garantizando que no haya ninguna intrusión de cualquier emoción humana reconocible". La escritora del New York Times, Manohla Dargis sintió que el personaje de Bullock era raro en comparación con su trabajo previo. The Telegraph Tim Robey se sintió decepcionado con el filme otorgándole 2 de cinco estrellas.
La interacción entre Bullock y Reynolds fue bien recibida por los críticos. Lisa Schwarzbaum de Entertainment Weekly opinó que la química entre los protagonistas era "fresca e irresistible". Zorianna Kit del Huffington Post "lo que mantiene a las audiencias de esta comedia-barata en sus asientos es la innegable química en pantalla entre sus protagonistas Sandra Bullock y Ryan Reynolds". Continuó "los dos son tan expertos en la comedia y se divierten tanto el uno con el otro que los espectadores viendo The Proposal no se pueden resistir a sus encantos, incluso cuando la trama da algún giro innecesariamente estúpido. Betsey Sharkley del Los Angeles Times dijo que era una "adaptación de la The Taming of the Shrew". "La habilidad de Bullock para la comedia física, una de sus cualidades más entrañables, está presente constantemente. […] La habilidad de Reynolds para ofrecer una línea o una mirada, con precisión quirúrgica está presenta a cada paso". Dándole una de cinco estrellas Peter Bradshaw de The Guardian dio una reacción negativa a la interacción entre Bullock y Reynolds. Bradshaw señaló "su odio inicial no es convincente y tampoco lo es su posterior romance. En cada escena parece como si nunca se hubieran visto antes. A Margaret no se le permite ser realmente borde, puesto que eso la haría antipática […] Andrew no puede ser un cobarde total porque le haría poco atractivo, así que las premisas fundamentales del film son poco convincentes".

### Premios y nominaciones
| Año  | Premio                                    | Categoría                                                     | Persona(s)                                                    | Resultado  |
| ---- | ----------------------------------------- | ------------------------------------------------------------- | ------------------------------------------------------------- | ---------- |
| 2010 | Broadcast Film Critics Association Awards | Mejor comedia                                                 | Mejor comedia                                                 | Candidata  |
| 2010 | Premios Globos de Oro                     | Mejor actriz - Comedia o musical                              | Sandra Bullock                                                | Candidata  |
| 2010 | Kid's Choice Awards                       | Blimp Award a la actriz favorita (también por The Blind Side) | Blimp Award a la actriz favorita (también por The Blind Side) | Candidata  |
| 2010 | MTV Movie Awards                          | Mejor interpretación cómica                                   | Sandra Bullock                                                | Candidata  |
| 2010 | MTV Movie Awards                          | Mejor interpretación cómica                                   | Ryan Reynolds                                                 | Candidato  |
| 2010 | MTV Movie Awards                          | Mejor beso                                                    | Sandra Bullock Ryan Reynolds                                  | Candidatos |
| 2010 | MTV Movie Awards                          | Mejor momento WTF                                             | Betty White                                                   | Candidata  |
| 2010 | People's Choice Awards                    | Comedia favorita                                              | Comedia favorita                                              | Ganadora   |
| 2010 | People's Choice Awards                    | Película favorita                                             | Película favorita                                             | Candidata  |
| 2010 | People's Choice Awards                    | Mejor equipo en pantalla                                      | Sandra Bullock Ryan Reynolds                                  | Candidatos |
| 2009 | Satellite Awards                          | Mejor actriz - Comedia o musical                              | Sandra Bullock                                                | Candidata  |
| 2010 | Teen Choice Awards                        | Choice Movie: Dance                                           | Sandra Bullock Betty White                                    | Ganadoras  |
| 2010 | Teen Choice Awards                        | Choice Movie Actress: Romantic Comedy                         | Sandra Bullock                                                | Ganadora   |
| 2010 | Teen Choice Awards                        | Choice Movie: Chemistry                                       | Sandra Bullock Ryan Reynolds                                  | Candidatos |
| 2010 | Teen Choice Awards                        | Choice Movie: Liplock                                         | Sandra Bullock Ryan Reynolds                                  | Candidatos |
| 2010 | Teen Choice Awards                        | Choice Movie Actor: Romantic Comedy                           | Ryan Reynolds                                                 | Candidato  |
| 2010 | Teen Choice Awards                        | Choice Movie: Female Scene Stealer                            | Betty White                                                   | Candidato  |
| 2010 | Teen Choice Awards                        | Choice Movie: Romantic Comedy                                 | Choice Movie: Romantic Comedy                                 | Candidata  |
| 2009 | Teen Choice Awards                        | Choice Summer Movie: Romance                                  | Choice Summer Movie: Romance                                  | Ganadora   |
| 2009 | Teen Choice Awards                        | Choice Summer Movie Star: Male                                | Ryan Reynolds                                                 | Candidato  |
| 2009 | Teen Choice Awards                        | Choice Summer Movie Star: Female                              | Sandra Bullock                                                | Candidata  |